# Франскільони
Франскільони (фр. Les fransquillons; нід. Franskiljons; букв. «Французики») — асимільовані фламандці, франкомовна етнокультурна меншість у Королівстві Бельгія. 

## Історія
У 1830 році відбулася Бельгійська революція, керівництво якою було у руках валлонів. Після завоювання незалежності Бельгії, почалася франкізація всього життя Бельгії. Державною мовою стала французька, фламандська мова була упосліджена у своєму розвитку, попри те що валлони становили лише 42,6% населення і їх частка поступово скорочувалася внаслідок їх більш низької народжуваності протягом усього періоду існування Бельгії. Валлонська буржуазія ставилася з презирством до фламандської культури.
Франскільонами називають асимільованих етнічних фламандців, котрі перейшли на колись престижну французьку мову, з рідної нідерландської мови. Переходили на французьку мову для того, щоб наблизитись до королівського двору, піднятися кар'єрними сходами або добитися світової популярності. Особливо це стосувалось групи фламандських письменників, які пишуть французькою мовою. Громада франскільонів займала ключові позиції в економіці, культурі та літературі Фландрії кінця XIX століття. Основними культурними центрами громади стали великі міста Фландрії — Гент, Кортрейк, Брюгге, Антверпен, та столиця країни — Брюссель. Якщо в перших чотирьох містах їх було не більше 5-10% населення, то франкізація Брюсселя прийняла незворотний характер навіть після того, як 8 листопада 1962 року було прийнято закон за яким в країні було проведено мовний кордон і введення нідерландської одномовності у Фландрії, яка завдала істотного удару по громаді.
Діти франскільонів зазвичай виховувалися у виключно франкомовному середовищі, і їх критична маса досягла певного рівня саме в столиці початку XX століття. Франскільонів не варто плутати із сучасним франкомовною меншістю Фландрії, яка не визнається фламандським урядом. Між франскільонами та цими франкофонами існує певний зв'язок, проте остання група чисельністю близько 150 тис. осіб — продукт відносно недавнього процесу урбанізації Брюсселю, стисненого з усіх боків фламандською територією.

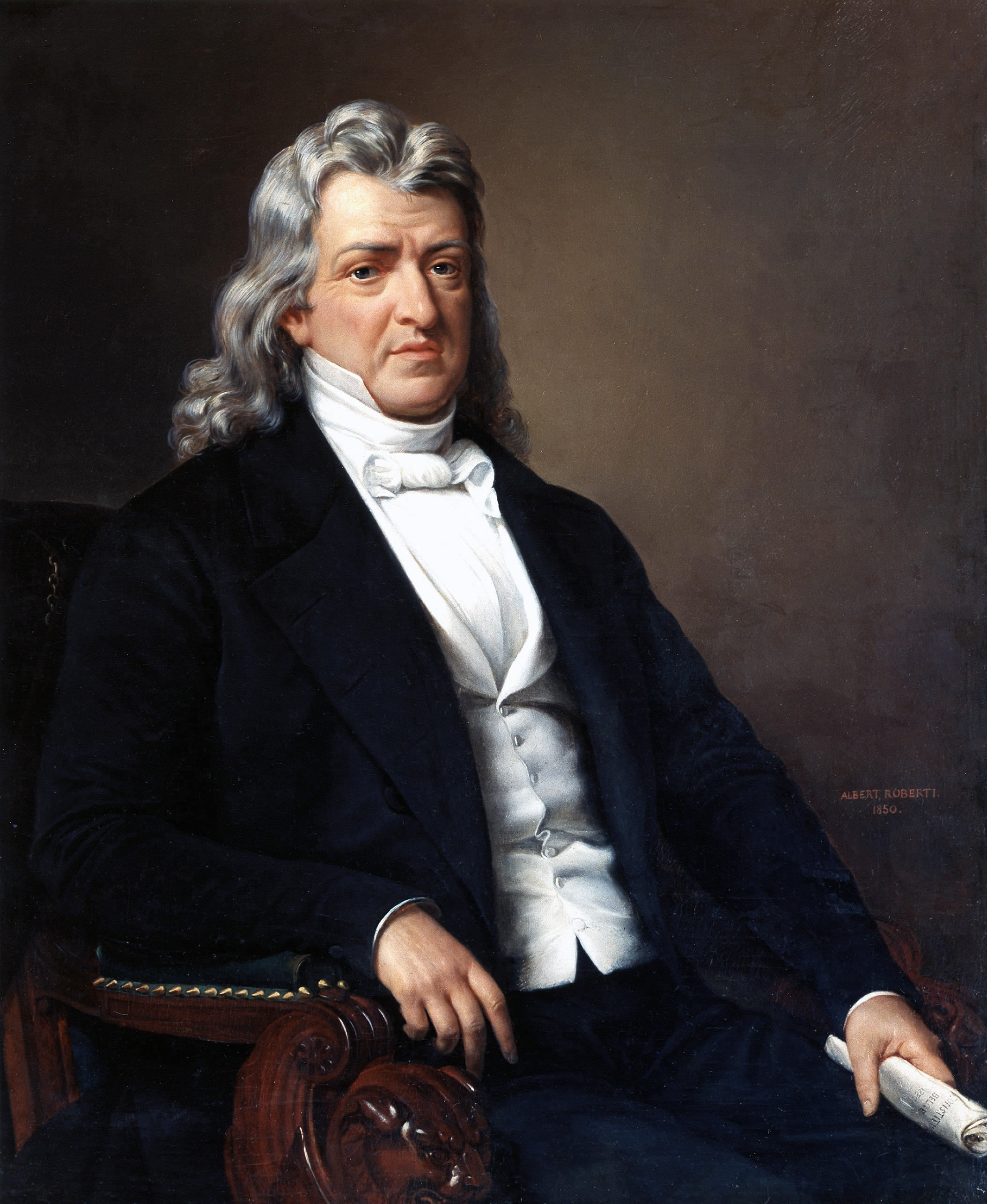
Еразм-Луї Сюрлет де Шок'є

## Відомі франскільони
- Еразм-Луї Сюрлет де Шокьє — регент королівства Бельгія 1830–1831 рр..
- Еміль Верхарн — письменник.
- Моріс Метерлінк — поет, драматург і філософ.
- Жорж Роденбах — письменник.
- Сюзанна Лілар — письменниця та драматург.
- Марі Ґеверс — письменниця.
- Мішель де Гельдерод — письменник і драматург.
- Фелікс Де Рой — журналіст.
- Люк Бейер — журналіст, політичний діяч.
- Шарль Де Костер — письменник.
- Франсуаза Малле-Жоріс — письменниця.
- Жак Брель — співак, поет, композитор, режисер, актор та автор-виконавець.
- Фернан Кнопфф — художник, графік, скульптор і мистецтвознавець.
- Джеймс Енсор — художник та графік.
- Жорж Екхоуд — письменник, поет, есеїст, драматург, художній критик та перекладач.
- Макс Ельскамп — поет-символіст.